# Светла Миткова
Светла Миткова (родена 17 юни, 1964 в Медово, България) е бивша българска спортистка.
Тя се състезава в дисциплините тласкане на гюле и хвърляне на диск. Състезава се от 1983 г. до 1999 г. за България, след което известно време се състезава за Турция. През 1995 г. печели бронзов медал от Световното първенство в Гьотеборг, Швеция. Нейният личен рекорд в тласкането на гюле е 20,91 м., а в хвърлянето на диск 69,72 м и двата поставени в София.

## Лични успехи
| Година | Състезание                   | Стадион             | Резултат | Дисциплина       |
| ------ | ---------------------------- | ------------------- | -------- | ---------------- |
| 1983   | Световно първенство          | Хелзинки, Финландия | 10-а     | Хвърляне на диск |
| 1986   | Европейско първенство        | Щутгарт, Германия   | 12-а     | Тласкане на гюле |
| 1986   | Европейско първенство        | Щутгарт, Германия   | 5-а      | Хвърляне на диск |
| 1987   | Световно първенство          | Рим, Италия         | 9-а      | Тласкане на гюле |
| 1988   | Олимпийски игри              | Сеул, Южна Корея    | 4-та     | Хвърляне на диск |
| 1991   | Световно първенство          | Токио, Япония       | 10-а     | Тласкане на гюле |
| 1992   | Световно първенство в зала   | Геноа, Италия       | 2-ра     | Тласкане на гюле |
|        | Олимпийски игри              | Барселона, Испания  | 6-а      | Тласкане на гюле |
| 1993   | Световно първенство          | Щутгарт, Германия   | 10-а     | Тласкане на гюле |
| 1994   | Европейско първенство в зала | Париж, Франция      | 3-та     | Тласкане на гюле |
|        | Европейско първенство        | Хелзинки, Финландия | 3-та     | Тласкане на гюле |
| 1995   | Световно първенство          | Гьотеборг, Швеция   | 3-та     | Тласкане на гюле |
| 1997   | Световно първенство          | Атина, Гърция       | 9-а      | Тласкане на гюле |